# バスカヴィル家の犬 シャーロック劇場版
『バスカヴィル家の犬 シャーロック劇場版』（バスカヴィルけのいぬ シャーロックげきじょうばん）は、2022年6月17日に公開の日本映画。監督は西谷弘、主演はディーン・フジオカ。

## 概要
2019年に放送されたフジテレビ月曜9時枠の連続ドラマ『シャーロック』の劇場版作品であり、アーサー・コナン・ドイルが執筆した『シャーロック・ホームズシリーズ』の長編小説の一作『バスカヴィル家の犬』を原作とする。なお、日本における同作の映像化は本作が初となる他、舞台も瀬戸内海にある島に変更されている。

## あらすじ
インターネットで事件の依頼を受ける誉獅子雄と若宮潤一。依頼者は蓮壁千鶴男という資産家で、東京のオフィスから連絡して来ていた。千鶴男は家族を故郷である瀬戸内海の霞島という有人島の豪邸に住まわせているが、そこで一ヶ月前に千鶴男の娘の誘拐事件が起こったという。娘は無事に帰宅したが犯人は不明のままで、千鶴男は知人の若宮に事件の解明を依頼してきたのだ。だが、通信中に体調を崩した千鶴男は画面の向こうで絶命した。
千鶴男の死因は、日本では淘汰されたはずの狂犬病で、感染は一ヶ月前と検視された。原因究明のために霞島を訪れる誉と若宮。千鶴男の屋敷には夫人の依羅と娘の紅、その弟の千里と執事の馬場が暮らしていた。誉らの到着時には他に知人の捨井とリフォーム業者の冨楽朗子もいた。
銀行を信用しない千鶴男は、所有地で何重にも鍵のかかる鉱山跡に大金を隠していた。脅迫状で身代金を要求された時、千鶴男は深夜に一人で金を取り出し、指定の場所である墓地に行ったが誰も現れず、足に噛み傷を負って帰宅したという。誘拐された紅は薬で眠らされ、気づいた時には屋敷の門前に放り出されていたという。
千鶴男の噛み傷は黒犬の祟りだと恐れる依羅。この島には昔、墓に黒犬を埋める風習があり、殺された多くの黒犬に祟られているのだという。更に蓮壁家には以前から脅迫状が届き、「立ち退かなければ黒犬の祟りに見舞われる」と脅されていた。
祟りなど信じない息子の千里は、鉱山に隠された父の遺産や遺言状を気にして、人目のない深夜に山に登り、獣避けの罠にかかって身動きが取れず凍死した。
誉は島の町で聞き込みを行い、この島で20年前に新生児の誘拐事件があったことを知った。更に、脅迫状の差出人が二人いると推理する誉。立ち退きを迫る脅迫状は、知人の捨井が送ったものだった。地震の多い霞島を調査している学者の捨井は大地震を恐れ、陰ながら愛している紅を島から出すために脅迫状を送っていた。誘拐犯はその脅迫状を真似たのだ。
誉の指示で、山に出没する魔犬の正体を探るために、深夜に鉱山跡まで登ると宣言する若宮。一緒に行くと言う紅は、安全のために睡眠薬で眠らせた。誉は犯人をおびき出すために、鉱山跡が調べられることを、わざと関係者たちにアピールしたのだ。
鉱山跡に現れた犯人はリフォーム業者の冨楽朗子と夫の雷太だった。冨楽夫婦は20年前に生まれたばかりの娘を誘拐された。犯人は赤ん坊を亡くした直後の依羅だった。娘の紅は自分が誘拐された子供だと知り、実の両親と共謀して蓮壁家の財産の独占をはかったのだ。狂犬病の毒を千鶴男に盛ったのも紅だった。
執事の馬場は紅を我が子のように愛しており、紅を唯一の遺産相続人にするために依羅を殺し、全ての犯人は自分だという遺書を残して自殺した。誉に犯罪を暴かれた冨楽夫妻は、睡眠薬で眠っている紅と会わせて欲しいと屋敷に戻った直後に大地震に遭遇した。誉たちは脱出したが、冨楽夫妻と紅は土砂崩れの犠牲となって事件は終った。

## キャスト

### 主要人物
誉獅子雄（ほまれ ししお）
演 - ディーン・フジオカ
犯罪捜査コンサルタント。
若宮潤一（わかみや じゅんいち）
演 - 岩田剛典
元精神科医。

### 蓮壁家
蓮壁千鶴男（はすかべ ちづお）
演 - 西村まさ彦
資産家。若宮に紅の誘拐未遂事件の捜査を依頼していたが、謎の変死を遂げる。
蓮壁依羅（はすかべ いら）
演 - 稲森いずみ
千鶴男の妻で、紅と千里の母親。
蓮壁紅（はすかべ べに）
演 - 新木優子（幼少期：金子莉彩）
蓮壁家長女で、美大生。過去に何者かに誘拐されていた。
蓮壁千里（はすかべ せんり）
演 - 村上虹郎（幼少期：加藤斗真）
蓮壁家長男で、東京の大学の医学部に通っている。

### 冨楽家
冨楽雷太（ふらく らいた）
演 - 渋川清彦
朗子の夫で、リフォーム会社を経営している。
冨楽朗子（ふらく ろうこ）
演 - 広末涼子
雷太の妻でリフォーム業者。

### その他
小暮クミコ（こぐれ くみこ）
演 - 山田真歩
警視庁捜査第一課巡査部長。江藤の部下。
江藤礼二（えとう れいじ）
演 - 佐々木蔵之介
警視庁捜査第一課長。劇場版で係長から昇進。
捨井遥人（すてい はると）
演 - 小泉孝太郎
大学准教授で、過去には千里の家庭教師を務めていた。
馬場杜夫（ばば もりお）
演 - 椎名桔平
蓮壁家の使用人。
世良伝次郎
演 - 花戸祐介
雷太の甥。廃墟マニア動画配信者「せらでん」。
アイリ
演 - しゅはまはるみ
キャバクラ「チャリング」のキャスト。
持田
演 - 菅原大吉
瀬戸内海の霞島署の現署長。
大将
演 - 仲義代
寿司屋「霞鮨」店長。
黒服
演 - 森タクト
キャバクラ「チャリング」の黒服。
阿部乃海
演 - 佐藤和政（写真出演）
力士。
警察官
演 - 山中良弘、長島竜也
霞島署。
刑事
演 - 和田亮太、阿邊龍之介
霞島署。
捜査官C
演 - 幸咲茉歩
霞島署。
江藤正義
演 - 佐々木蔵之介（二役）
江藤礼二の父親。瀬戸内海の霞島署のかつての署長。
- 小澤里葵、林茉凛、野口瑠夏、村岡那騎、新井葉惺、湯田宗登、横路博、叶雅貴、菊地雄人[18]、菅原将暉、麻璃恵、UNA[19]、黒木星那、駒井杏奈、寺脇創、野島良太、川上大貴、桃香りり、ルーク、ナイト

## スタッフ
- 原案：アーサー・コナン・ドイル『バスカヴィル家の犬』
- 監督：西谷弘
- 脚本：東山狭[4]
- 脚本協力：井上由美子
- プロット協力：たかせしゅうほう
- 音楽：菅野祐悟
- 主題歌：由薫「lullaby」（ユニバーサルJ）
- 製作：小川晋一、松岡宏泰
- プロデューサー：太田大、高木由佳、石塚紘太
- 撮影：山本英夫（J.S.C.）
- 照明：小野晃
- 美術：清水剛
- 整音：瀬川徹夫
- 録音：藤丸和徳
- 装飾：田口貴久
- 編集：山本正明
- スタイリスト：勝見宜人
- ヘアメイク：古川なるみ
- 衣装：白石敦子
- VFXスーパーバイザー：田中貴志
- 選曲：藤村義孝
- 音響効果：大河原将
- スクリプター：原田侑子
- 助監督：村上秀晃
- 製作担当：三浦吉弘
- 配給：東宝
- 制作プロダクション：角川大映スタジオ
- 製作：映画「バスカヴィル家の犬」製作委員会（フジテレビジョン、東宝、FNS27社）

## 関連商品
書籍
- 『映画ノベライズ 小説 バスカヴィル家の犬 シャーロック劇場版』作：たかせしゅうほう（宝島社文庫、2022年5月10日）ISBN 978-4-299-02840-2
- 『バスカヴィル家の犬 シャーロック劇場版』作：緑川聖司（講談社青い鳥文庫、2022年6月15日）ISBN 978-4-06-528123-9

サウンドトラック
- 菅野祐悟　「バスカヴィル家の犬 シャーロック劇場版」オリジナル・サウンドトラック（2022年6月15日発売、ユニバーサルミュージック、UPCH-2244）

Blu-ray・DVD
- バスカヴィル家の犬 シャーロック劇場版 Blu-ray 特別版（2022年10月26日発売、東宝、TBR32059D）
- バスカヴィル家の犬 シャーロック劇場版 DVD 特別版（2022年10月26日発売、東宝、TDV32060D）
- バスカヴィル家の犬 シャーロック劇場版 DVD 通常版（2022年10月26日発売、東宝、TDV32061D）